# Monika Bunke
Monika Bunke är en östtysk kanotist.
Hon tog bland annat VM-brons i K-2 500 meter i samband med sprintvärldsmästerskapen i kanotsport 1990 i Poznań.